# Dar Gai
Dar Gai (em ucraniano:  Дар Гай) é um directora, roteirista e produtora ucraniana. Ela é mais conhecida pelo seu trabalho nos filmes Teen Aur Aadha e Namdev Bhau: In Search of Silence.

## Juventude
Dar nasceu em Kiev, na Ucrânia. Ela possui um bacharelato e um mestrado em Filosofia com especialização em cinema e teatro da NaUKMA. Mais tarde, foi convidada à Índia para dirigir peças de teatro na Escola Scindia, em Gwalior. Ela também ensinou roteiro e apreciação de filmes no Whistling Woods International Institute, em Mumbai.